# Vladimír Knybel
Vladimír Knybel (10. října 1938 Třinec – 17. srpna 2014 Třinec) byl dlouholetý vedoucí třinecké hvězdárny Mikuláše Koperníka, amatérský archeolog a fotograf, který svůj život zasvětil objevování historie Třinecka. Podobu Třince před vznikem moderního města představil v obrazové publikaci „Ve stínu hutě“. Za svou sbírku fotografií z Třinecka získal v roce 2009 Cenu města Třince.